# Michel Forsé
Michel Forsé, né le 14 mars 1954 à Paris, est un sociologue français, directeur de recherche émérite au CNRS.

## Formation
En 1973, il est admis à l’École Normale Supérieure de Saint-Cloud en section « philosophie ». Il se tourne vers la sociologie en 1977 en effectuant son DEA de sociologie à l’IEP de Paris (Sciences Po) puis en soutenant, dans ce même établissement, fin 1980, sa thèse de troisième cycle de sociologie qui porte sur la sociabilité. En 1987, il soutient à l’Université Paris V sa thèse de Doctorat d’État ès Lettres et Sciences Humaines qui sera publiée sous le titre L’Ordre improbable, Entropie et processus sociaux.

## Parcours professionnel
De 1981 à 1987, Michel Forsé est chargé d’études à l’Observatoire Français des Conjonctures Économiques (OFCE, Sciences Po). En 1987, il devient Maître de Conférences à l’Université de Lyon II. Puis, en 1991, il est élu Professeur de sociologie à l’Université de Lille 1. De 1993 à 1997, il est membre de l’Institut universitaire de France. En 1997, il devient Directeur de Recherche au CNRS et à ce titre membre du Centre Maurice-Halbwachs (CNRS, EHESS, ENS). Il y a dirigé le GRECO (Groupe de REcherche sur la COhésion et la justice sociale) et a été le responsable scientifique du service de données ADISP ( Archives de Données Issues de la Statistique Publique ). Il a également fondé et dirigé le Master « Sociologie et Statistique » (EHESS, ENS, ENSAE).
Rédacteur en chef de The Tocqueville Review / La Revue Tocqueville , Michel Forsé est également membre du comité de rédaction de L’Année Sociologique et des conseils scientifiques des Archives Européennes de Sociologie / European Journal of Sociology et de Sociologia e Politiche Sociali.

## Recherches

### Le changement social
En 1981, il fonde avec Henri Mendras la cellule de sociologie de l’OFCE afin d’étudier des changements sociaux de moyen terme en France. Il rédige avec Henri Mendras un ouvrage de synthèse sur les tendances et paradigmes du changement social et il commence à développer un modèle d’analyse des relations entre tendances du changement. Ce modèle sera progressivement mis au point par un groupe de sociologues qui se réunit, durant les années 1980 et 1990, les lundis soir à l’OFCE et qui prend le nom de Louis Dirn (anagramme de lundi soir). Ce groupe rassemble en 1990 ses analyses de soixante tendances de transformation de la société française dans un livre qui sera entièrement réactualisé en 1998 : La Société française en tendances. Et sur les attendus épistémologiques et méthodologiques du modèle, Michel Forsé publie en 1991 : L’analyse structurelle du changement social.
En 1987, il fonde avec des collègues américains, canadiens et allemands le groupe Comparative Charting of Social Change. D’autres pays rejoindront quelques années plus tard ce groupe (Bulgarie, Espagne, Grèce, Italie, Russie). En suivant la méthodologie de Louis Dirn, le premier objectif consiste à analyser les grandes tendances du changement dans chaque pays membre. Les monographies sur chacun des pays paraîtront chez McGill University Press sous le titre Recent Social Trends in … (nom du pays). Dans un deuxième temps, ce groupe de recherche procède à la comparaison des changements entre ces différentes sociétés. Plusieurs ouvrages de comparaison internationale seront publiés en anglais. Le premier d’entre eux (sous la direction de Michel Forsé et Simon Langlois) est traduit en français sous le titre : Tendances comparées des sociétés post-industrielles. Ce travail s'est poursuivi en 2009-2010 avec la parution, dans deux numéros de La Revue Tocqueville, d’un dossier sur la cohésion sociale.
En 1996, Michel Forsé est avec quelques collègues à l’origine de la participation de la France à l’International Social Survey Programme. Début 2020, une quarantaine de pays étaient membres de ce programme de recherche sur les cinq continents. Il s’agit de réaliser tous les ans dans chacun de ces pays un sondage sur échantillon représentatif à partir d’un même questionnaire traduit dans les différentes langues. Le thème de ce sondage change chaque année mais peut revenir selon un rythme d’environ une décennie afin d’autoriser les comparaisons dans le temps.

### Les réseaux sociaux
Depuis la fin des années 1970, Michel Forsé a également travaillé sur la sociabilité et les réseaux sociaux. Il a mené sur cette question des recherches à la fois théoriques, méthodologiques et empiriques qui ont donné lieu à de nombreux articles scientifiques. En 1994, il publie avec Alain Degenne Les réseaux sociaux qui sera traduit en anglais en 1999 et sera réactualisé et augmenté en 2004. Cet ouvrage, très largement diffusé, deviendra un des classiques sur ce sujet. En suivant la perspective de ce qu’Alain Degenne et Michel Forsé nomment l’interactionnisme structural, on y trouve une initiation aussi bien aux études empiriques qu’aux analyses de graphes.

### La justice sociale
Depuis le début des années 2000, Michel Forsé se consacre à l’étude de la justice sociale. Avec Maxime Parodi, cela l'a conduit à publier en 2004 La priorité du juste, Eléments pour une sociologie des choix moraux, puis en 2010 Une théorie empirique de la justice sociale. Ils y argumentent que dans une société moderne, le juste prévaut sur le bien et se fonde sur le principe d’accord unanime entendu comme idéal régulateur. Mais cette fondation étant purement formelle, il reste impératif de recourir à un matériau empirique pour lui donner corps. La théorie empirique de la justice sociale qu’ils proposent se présente comme le fruit d’un équilibre réfléchi entre d’un côté les jugements bien pesés que l’on repère empiriquement au sein du débat public et de l’autre, les justifications théoriques, souvent traitées par des philosophes, et qui découlent de ce fondement. De nombreux sondages représentatifs, effectués dans différents pays développés, sont analysés pour établir le bien-fondé de cette approche. Ils montrent que les enquêtés mobilisent des principes de justice compatibles avec l’horizon de l’accord unanime, les hiérarchisant selon certaines priorités, et composent entre différentes exigences, comme la reconnaissance des mérites individuels ou la réduction des inégalités économiques, pour juger de la justice ou de l’injustice de leur propre situation comme de celle de leur société. En cherchant à raisonner en se mettant à la place de tout autre, les interviewés privilégient le raisonnable, c’est-à-dire le respect des raisons des autres même lorsqu’ils défendent des valeurs différentes.
Ce travail s'est poursuivi grâce à des enquêtes nouvelles, notamment un sondage sur la perception des inégalités et les sentiments de justice sociale réalisé en France en 2009. Les résultats détaillés sont analysés en 2011 dans un ouvrage dirigé par Michel Forsé et Olivier Galland et paru sous le titre : Les Français face aux inégalités et à la justice sociale. Des entretiens qualitatifs complémentaires ayant été aussi menés en 2011, Michel Forsé, Olivier Galland, Caroline Guibet Lafaye et Maxime Parodi ont publié en 2013 L’égalité, une passion française ?  qui présente une synthèse des résultats du sondage et de ces entretiens (avec une préface de Raymond Boudon).
En 2020, Michel Forsé publie avec Maxime Parodi Le sens du juste. Ce livre met empiriquement à l’épreuve l’hypothèse de John Rawls selon laquelle, dans nos sociétés modernes, chaque individu est doté d’un sens de la justice sociale, c’est-à-dire qu’il a le désir efficace d’appliquer les principes de justice et d’agir selon eux. Il démontre, en prenant appui sur de très nombreux sondages représentatifs, que ce sens du juste est effectivement à l’œuvre dans des sociétés contemporaines, dont la France. Or, si l’on n’en tient pas compte, les pratiques ou les opinions des citoyens ne sont que très partiellement explicables. Qui plus est, en ignorant cette composante morale essentielle, nous sommes dans l’incapacité de comprendre ce qui fait réellement le ciment des sociétés libérales et démocratiques.

## Livres
- [Mendras, Forsé 1983] Henri Mendras et Michel Forsé, Le changement social. Tendances et paradigmes, Paris, Armand Colin, 1983, 284 p. (ISBN 978-2-200-31194-0).
- [Forsé 1989] Michel Forsé, L'ordre improbable. Entropie et processus sociaux, Paris, PUF, 1989 (ISBN 978-2-13-042101-6).
- [Dirn 1990] Louis Dirn, Michel Forsé et al., La société française en tendances, Paris, PUF, 1990 (ISBN 978-2-13-043026-1).
- Marcel Brissaud, Michel Forsé et Abdelkader Zighed (dir.), La modélisation, confluent des sciences, Lyon, Editions du CNRS, 1990  (ISBN 978-2-222-04489-5).
- [Forsé 1991] Michel Forsé, L'analyse structurelle du changement social, Paris, PUF, 1991 (ISBN 978-2-13-043698-0).
- [Forsé et al. 1993] Michel Forsé et al., Recent Social Trends in France 1960-1990, Montréal, McGill University Press, 1993 (ISBN 0-7735-0887-2).
- [Degenne, Forsé 1994] Alain Degenne et Michel Forsé, Les réseaux sociaux, Une analyse structurale en sociologie, Paris, Armand Colin, 1994, 288 p. (ISBN 978-2-200-21487-6).
- [Forsé, Langlois 1995] Michel Forsé et Simon Langlois (dir.), Tendances comparées des sociétés post-industrielles, Paris, PUF, 1995 (ISBN 978-2-13-047051-9).
- [Forsé 1998] Michel Forsé, Analyses du changement social, Paris, Le Seuil, 1998 (ISBN 978-2-02-030853-3).
- [Dirn 1998] Louis Dirn, Michel Forsé et al., La société française en tendances 1975-1995. Deux décennies de changement, Paris, PUF, 1998 (ISBN 978-2-13-049441-6).
- [Degenne, Forsé 1999] Alain Degenne et Michel Forsé, Introducing Social Networks, Londres, Sage, 1999 (ISBN 0-7619-5603-4).
- Henri Mendras et Michel Forsé, Il mutamento sociale, Roma, Edizioni SEAM, 1999  (ISBN 88-8179-081-5).
- Michel Forsé, Análise estrutural das mudanças sociais, Porto, RES-Editora, 1999  (ISBN 972-703-251-6).
- [Degenne, Forsé 2004] Alain Degenne et Michel Forsé, Les réseaux sociaux, Paris, Armand Colin, 2004, 294 p. (ISBN 978-2-200-26662-2).
- [Forsé, Parodi 2004] Michel Forsé et Maxime Parodi, La priorité du juste. Éléments pour une sociologie des choix moraux, Paris, PUF, 2004 (ISBN 978-2-13-053874-5).
- Michel Forsé et Luigi Tronca L. (dir.), Capitale sociale e analisi dei reticoli, Milano, FrancoAngeli, 2005  (ISSN 1591-2027).
- Michel Forsé et Maxime Parodi, The Priority of Justice. Elements for a Sociology of Moral Choices, Bern, Peter Lang, 2005   (ISBN 3-03910-658-9).
- [Forsé, Langlois 2009-2010] Michel Forsé et Simon Langlois (dir.), « Etudes théoriques et empiriques de la cohésion sociale », The Tocqueville Review / La Revue Tocqueville, vol. 30-2 et 31-1,‎ 2009 et 2010 (ISSN 0730-479X).
- [Forsé, Parodi 2010] Michel Forsé et Maxime Parodi, Une théorie empirique de la justice sociale, Paris, Éditions Hermann, 2010, 347 p. (ISBN 978-2-7056-6961-4).
- [Forsé, Galland 2011] Michel Forsé et Olivier Galland (dir.), Les Français face aux inégalités et à la justice sociale, Paris, Armand Colin, 2011, 279 p. (ISBN 978-2-200-25918-1).
- [Forsé, Galland, Guibet Lafaye, Parodi 2013] Michel Forsé, Olivier Galland, Caroline Guibet Lafaye et Maxime Parodi, L'égalité, une passion française ?, Paris, Armand Colin, 2013, 199 p. (ISBN 978-2-200-28323-0).
- [Forsé, Parodi 2020] Michel Forsé et Maxime Parodi, Le sens du juste. Enquête sur les représentations de la justice sociale, Paris, Éditions Hermann, 2020 (ISBN 979-10-370-0297-6).